# 15264 Delbrück
(15264) Delbruck, denumire internațională (15264) Delbrück, este un asteroid din centura principală de asteroizi.

## Descriere
15264 Delbrück este un asteroid din centura principală de asteroizi. A fost descoperit pe 11 octombrie 1990 la Tautenburg de Freimut Börngen și Lutz Dieter Schmadel. Asteroidul prezintă o orbită caracterizată de o semiaxă mare de 2,43 ua, o excentricitate de 0,13 și o înclinație de 2,3° în raport cu ecliptica.